# Teloché
Teloché è un comune francese di 3 082 abitanti situato nel dipartimento della Sarthe nella regione dei Paesi della Loira.

## Storia

### Simboli
L'elmo ricorda le origini celtiche e gallo-romane del comune; gli altri elementi sono un riferimento alle due principali signorie situate, un tempo, entro i confini del comune: la stella d'argento su sfondo azzurro è ripresa dallo blasone di Rancher e il leone da quello di Posset.

## Società

### Evoluzione demografica
Abitanti censiti